# Merkholtz vasútállomás
Merkholtz vasútállomás Luxemburgban, Kiischpelt településen található.

## Vasútvonalak
Az állomást az alábbi vasútvonalak érintik:
- Kautebaach-Wolz-vasútvonal

## Kapcsolódó állomások
A vasútállomáshoz az alábbi állomások vannak a legközelebb:
- Kautenbach vasútállomás
- Paradiso vasútállomás